# ロバート・H・ウォーターマンJr.
ロバート・H・ウォーターマンJr.（- エイチ - ジュニア、Robert H. Waterman, Jr.、1937年ころ - ）は、経営管理実践に関するノンフィクションの著作家、専門家。
ウォーターマンは、トム・ピーターズとの共著『エクセレント・カンパニー』によって、最もよく知られている。

## 経歴
ウォーターマンは、コロラド州デンバーに生まれ、育った。
コロラド鉱山大学で地球物理学で学士を得た後、経営学修士 (MBA) をスタンフォード大学で取得した。現在は、自身の所有する The Waterman Group, Inc. の経営にあたっているが、以前は21年間にわたってコンサルティング会社マッキンゼー・アンド・カンパニーで働いていた。
1982年に出版された『エクセレント・カンパニー』は、その内容に基づいた公共放送サービス (PBS) の連続テレビ・シリーズが、ウォーターマンとピーターズも出演して放送されたこともあって、ベストセラーとなった。この本の基本的なアイデアは、ビジネス上の問題を、出来る限りコストをかけずに解決するということであり、企業組織の様々な階層にいる意思決定者たちを力づけることが意図されていた。
ウォーターマンは、むずむず脚症候群（レストレスレッグス症候群）の研究を支援し、社会的関心を高め、よりよい治療の実現を目指す、全国的な非営利組織である RLS Foundation の理事長 (Chair) を務めている。また、世界自然保護基金 (WWF)、強皮症研究財団、アメリカ合衆国スキー・チーム、ASKグループ、ボイシ・カスケード、AESコーポレーション、マクケッソン・コーポレーション などの役員を歴任したほか、各種の医療支援関係の財団等の役職を数多く務めている。

## おもな著作
- The Renewal Factor
- Adhocracy: the Power to Change[5]
- What America Does Right (Frontiers of Excellence in Europe and UK).